# Onycodes
Onycodes is een geslacht van vlinders van de familie spanners (Geometridae), uit de onderfamilie Oenochrominae.

## Soorten
- O. leptoctenopsis Prout, 1913
- O. rubra Lucas, 1891
- O. traumataria Guenée, 1858